# Едді Вейр
Е́дді В. Вейр (англ. Eddie W. Ware); 20 квітня 1931, Бірмінгем, Алабама — 6 грудня 1978, Чикаго, Іллінойс) — американський блюзовий піаніст і співак. Працював з Джиммі Роджерсом.

## Біографія
Народився 20 квітня 1931 року в Бірмінгемі (штат Алабама). Син Джин Вер і Джонні Лі Деніелса.
У 1950 році переїхав до Чикаго, де записувався з The Blues Rockers, Блу Смітті, Джиммі Роджерсом (1951—1952; «The World Is In a Tangle», «Money, Marbles and Chalk», «Back Door Friend»), Едді Чемблі, Арбі Стідгемом, Ханібоєм Едвардсом, і, можливо, з Джонні Шайнсом. Як соліст записувався на лейблах Chess («Lima Beans»/«Wandering Lover» і «Give Love Another Chance»/«Jealous Woman») і States (спільна сесія з Рузвельтом Сайксом). 11 лютого 1952 року записав «Failure Is My Destiny», «Lonesome And Forgotten» і «Unlucky Gambler» (усі — з Роджерсом), однак їх випуск був скасований Chess. Вер залишив Джиммі Роджерса у 1953 році і розпочав кар'єру в армії, де став керівником у Головній службовій адміністрації.
Помер 6 грудня 1978 року у віці 47 років по приїзду до лікарні товариства Роузленд в Чикаго (штат Іллінойс).

## Дискографія
- «Lima Beans»/«Wandering Lover» (Chess, 1951)
- «Give Love Another Chance»/«Jealous Woman» (Chess, 1952)
- «Thats The Stuff I Like»/«Lonely Broken Heart» (States, 1954)